# Касино
Касино (итал. Cassino) град је у средишњој Италији. Касино је други по величини и значају град округа Фросиноне у оквиру италијанске покрајине Лацио.
Град Касино је познат по истоименом брегу и манастиру Монте Касино, најстаријем у западном свету. И манастир и цео град су потпуно страдали у Другом светском рату, као ретко који град у Европи током рата.

## Природне одлике
Касино налази се у средишњем делу Италије, 140 км источно од Рима, седишта покрајине. Град се налази на долини реке Лири, смештеном унутар ланца Апенина, која чини природну везу Рима са југом Италије. Будући да долином иде важан ауто-пут, Касино се налази у веома повољном положају у држави. Изнад града се диже планина Касино, висока 520 м надморске висине, на чијен је врху смештен чувени манастир Монте Касино.

## Становништво
Према резултатима пописа становништва 2011. у општини је живело 33.658 становника.
| 1931.  | 1936.  | 1951.  | 1961.  | 1971.  | 1981.  | 1991.  | 2001.  | 2011.  |
| ------ | ------ | ------ | ------ | ------ | ------ | ------ | ------ | ------ |
| 18.582 | 20.064 | 19.256 | 21.105 | 24.696 | 31.462 | 32.787 | 32.762 | 33.658 |

Град Касино данас има око 33.000 становника, махом Италијана. Током протеклих деценија град је имао стагнацију становништва.

## Партнерски градови
- Ужице
- Каварцере
- Steglitz-Zehlendorf
- Замошћ
- Фалез
- Тихи
- North York
- Карлове Вари
- Ортона
- Касино
- Сенглеа
- Лено
- Олинда
- Венафро

## Галерија
- Остаци града у Другом светском рату
- Манастир Монте Касино
- Црква Манастира Монте Касино
- Савезничко гробље у Касину